# Ducula harrisoni
Ducula harrisoni (пінон гендерсонський) — вимерлий вид голубоподібних птахів родини голубових (Columbidae). Був ендеміком острова Гендерсон в групі островів Піткерн. Відкриття цього, а також деяких інших вимерлих видів, дозволило науковцям з'ясувати причину дивної прогалини в ареалі поширенні пінонів, які відсутні на островах між Новою Каледонією і Маркізькими островами.

## Опис
Гендерсонський пінон був більшим за усіх нині живих представників його роду і був близький за розмірами до інших вимерлих пінонів: Ducula lakeba і  Ducula david. На відміну від інших пінонів у нього були короткі крила і довгі лапи, що вказує на його переважно наземний спосіб життя. Гендерсонські пінони вимерли незабаром після того, як у приблизно 1050 році острів заселили полінезійці. Два з трьох видів голубів, що мешкали на цьму острові, а також деякі інші види птахів також вимерли в цей час.